# Howe (Indiana)
Howe è un census-designated place (CDP) degli Stati Uniti d'America, situato nello stato dell'Indiana, nella contea di LaGrange.